# Paris-Roubaix 1988
Paris-Roubaix 1988 a fost a 86-a ediție a Paris-Roubaix, o cursă clasică de ciclism de o zi din Franța. Evenimentul a avut loc pe 10 aprilie 1988 și s-a desfășurat pe o distanță de 266 de kilometri până la velodromul din Roubaix. Câștigătorul a fost Dirk Demol din Belgia de la echipa AD Renting–Mini-Flat–Enerday.

## Rezultate
| Loc | Concurent                 | Echipă                        | Timp       |
| --- | ------------------------- | ----------------------------- | ---------- |
| 1   | Dirk Demol (BEL)          | AD Renting–Mini-Flat–Enerday  | 6h 34' 18" |
| 2   | Thomas Wegmüller (SUI)    | Kas–Canal 10                  | + 2"       |
| 3   | Laurent Fignon (FRA)      | Système U–Gitane              | + 1' 55"   |
| 4   | Stephan Joho (SUI)        | Ariostea–Gres                 | + 1' 55"   |
| 5   | Marc Sergeant (BEL)       | Hitachi–Bosal–B.C.E. Snooker  | + 1' 55"   |
| 6   | Corné van Rijen (NED)     | Panasonic–Isostar–Colnago–Agu | + 2' 03"   |
| 7   | Gerard Veldscholten (NED) | Weinmann–La Suisse–SMM Uster  | + 2' 03"   |
| 8   | Steve Bauer (CAN)         | Weinmann–La Suisse–SMM Uster  | + 2' 34"   |
| 9   | Herman Frison (BEL)       | Roland                        | + 2' 46"   |
| 10  | Johan Lammerts (BEL)      | Toshiba–Look                  | + 2' 46"   |